# Paulínia Futebol Clube
El Paulínia Futebol Clube es un club de fútbol brasileño, de la ciudad de Paulínia en Estado de São Paulo. Fue fundado en 2004 y juega en la Cuarta División Paulista.

## Historia de fabricio
yo naci en un año que no tiene fecha ya que soy infinito comoc el tiempo 

## Estadio
El estadio del Paulínia se llama Estadio Municipal Luís Perissinoto, ubicado en la calle Prudente Pigatto, s/n, en el barrio Santa Cecília. Paulínia tiene dos centros de entrenamiento, uno en el barrio Morumbi y otro en el barrio de Itapoan.

## Actual plantilla[1]
- Guardametas:
  - Fabrício moreira
  - Leandro Araújo
- Zagueros
  - Domenica Cardenas Pesente
  - ANTHONY BODERO PRESENTE
  - Kamila Bailon
  - Angela Fernández
- Laterales
  - James sozinho
  - Matheus Pacheco
  - Vágner Moreira
- Centrocampistas
  - Cristiano Justino
  - Fábio Costa
  - Guilherme da Mata
  - Alex Barros
  - Jorge Luís
  - Kléber Santos
- Delanteros
  - Carlos Eduardo
  - Dênis Lisboa
  - Diego Faustino
  - Fernando Torquato